# Scharf aufs Leben
Scharf aufs Leben ist ein deutscher Fernsehfilm von Christine Kabisch aus dem Jahr 2000 mit Senta Berger in der Hauptrolle. Bei der Erstausstrahlung bescherte er dem Ersten einen Quotenhit.

## Handlung
Nach 30 Jahren Ehe lässt sich die 55-jährige Solveigh Kronberg von ihrem Mann Rudolph scheiden. Ihr gemeinsamer Sohn David ist längst erwachsen und ein aufstrebender Pianist. Um ihren Lebensunterhalt zu verdienen, nimmt Solveigh einen Job als Kellnerin in einem Frankfurter Bistro an. Eigentlich ist sie zufrieden mit ihrem Leben. Ab und an kommen ihr dennoch Zweifel, ob dies schon alles gewesen sei.
Eines Tages wird zunächst der Fotograf Mike Bergengruen und schließlich auch Magnus Nadolny, der Chef einer Werbeagentur, auf die noch immer attraktive Solveigh aufmerksam. Beide suchen nach einer reifen Frau mit Charisma für die neue Werbekampagne einer italienischen Modemarke. Nachdem sie sich von Magnus und seinem lukrativen Angebot, das sie zunächst für einen Scherz hielt, hat überzeugen lassen, macht sie umgehend Karriere als Fotomodell. 
Es folgt ein Fototermin auf den anderen, während ihr Gesicht zahlreiche Titelblätter ziert. Zudem lässt sie sich auf eine Affäre mit Magnus ein, der zum Missfallen seiner eigentlichen Partnerin, der Stylistin Saskia, von Solveighs zeitlosem Charme fasziniert ist. Schon bald sieht Solveigh jedoch ein, dass sie nicht in die Scheinwelt des Modelgeschäfts gehört und im älteren Mike einen passenderen Lebenspartner gefunden hat.

## Hintergrund

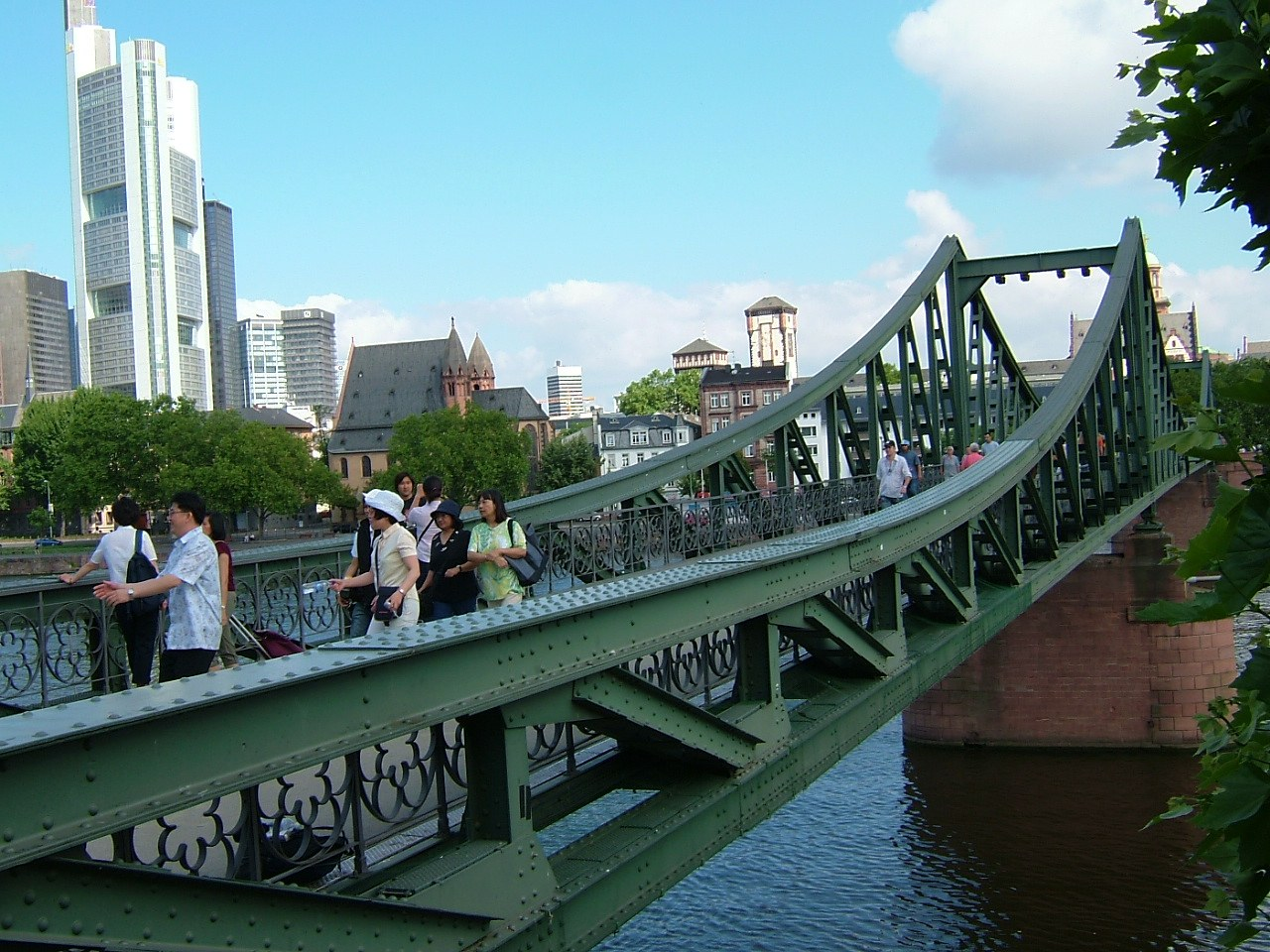
Der Eiserne Steg in Frankfurt am Main, ein Drehort des Films

Die Dreharbeiten für Scharf aufs Leben fanden von Mitte Mai bis Ende Juni 2000 in Frankfurt am Main sowie in einem Bistro in Bad Homburg v. d. Höhe statt. Am 13. Dezember 2000 wurde der Film erstmals vom Ersten im Fernsehen gezeigt. Er bescherte dem Sender mit mehr als sieben Millionen Zuschauern (Marktanteil: 22,7 %) den Tageshit.

## Kritiken
Das Lexikon des internationalen Films beschreibt Scharf aufs Leben als „Fernsehfilm um eine starke Frau, die vorlebt, dass das Leben immer wieder neu ge- und erfunden werden kann“. „Eine tolle Senta Berger, ein pfiffiges Drehbuch und viele ironische Untertöne machen den Film zu einem echten Vergnügen“, befand TV Spielfilm. Es handle sich kurzum um einen „[k]lasse Film um eine Frau mit Klasse“. Prisma zufolge sei es dem „Charm[e] der unverwüstlichen Senta Berger“ zu verdanken, dass der Film „recht amüsant“ sei.